# Chilly (zespół muzyczny)
Chilly – niemiecka dyskotekowa grupa muzyczna założona w roku 1978 we Frankfurcie nad Menem. 
Największe przeboje zespołu: „We Are The Popkings” (1981), „Come To L.A.” (1979), „Secret Lies” (1982), „For Your Love” (1979) – cover przeboju grupy The Yardbirds, który w 2011 roku został ponownie nagrany przez Chocolate Puma feat. Colonel Red.

## Skład zespołu
- Andrea Linz (1978–1979)
- Sofia Eyango (1979–1984)
- Ute Weber
- Werner Südhoff
- Oscar Pearson

## Dyskografia

### Albumy
- 1978 For Your Love
- 1979 Come To L. A.
- 1980 Showbiz
- 1981 Johnny Loves Jenny (kompilacja)
- 1982 Secret Lies
- 1983 Devils Dance
- 2001 Stars (kompilacja)
- 2010 Ultimate Collection: Non-Stop (kompilacja)

### Single
- 1978 „For Your Love / C'mon Baby”
- 1979 „Come To L.A. / Get Up And Move”
- 1980 „Come Let's Go / Springtime”
- 1980 „We Are The Popkings / Have Some Fun Tonight”
- 1981 „Johnny Loves Janny / Brainstorming”
- 1981 „Simply A Love Song / Dimension 5”
- 1982 „Secret Lies / Rosi Rice”
- 1982 „Oh, I Love You / Man from the East”
- 1983 „Goo Goo Eyes / Love On The Rebound”